# 滝脇松平家
滝脇松平家（たきわきまつだいらけ）、後に滝脇家（たきわきけ）は、松平氏の庶流にあたる武家・華族だった家。松平親忠の九男・乗清を祖とし、三河国加茂郡滝脇（現在の愛知県豊田市滝脇町）を領したことから滝脇松平と呼ばれた。滝脇松平を称する一族からは江戸時代に大名家1家（駿河小島藩主家）が出ており、維新後には「滝脇」に改姓して華族の子爵家に列せられた。

## 沿革
滝脇松平家の系譜については不明な点があり、『寛政重修諸家譜』（以下『寛政譜』）では「松平 滝脇」（巻十九）の見出しの下に旗本2家（松平乗高の子孫）のみを掲げている。小島藩主家（松平丹後守家）を含む系統（麻生松平家）については滝脇家の関連系譜として、「松平」（巻二十）の見出しの下に掲げて、考証を付している。
『寛永諸家系図伝』（以下『寛永系図』）・『寛政譜』によれば、家祖の松平乗清は宗家の松平親忠の子で、大給松平乗元の弟である。しかし『寛政譜』では松平監物家の家伝として、乗清を乗元の子とする「一説」があることを記すなど、大給松平家の庶流の可能性についても触れられている。
松平乗清は松平清康に仕えたが、弘治2年（1556年）3月25日に乗清・乗遠父子は戦死。またこれに先立ち、乗遠の嫡男の正乗も大給松平親乗と戦って同年1月5日に戦死した（三河忩劇・日近合戦を参照）。のちに正乗の弟の松平乗高は、復讐として大給城を攻め、親乗を敗走させた。滝脇村の長松院は、乗清・乗遠・正乗の追善供養のために開基されたという。

### 松平乗高の系統

「丸に蔦」紋。『寛政譜』では、松平監物家・松平市郎右衛門家とも、家紋を「丸に蔦」「沢潟」としている。

松平乗高は家康に仕え、三河一向一揆や二俣城攻めで軍功を挙げた。小田原攻めに際しては小夜の中山で秀吉の饗応にあたり、事後に家康から褒賞されている。御留守居番を務めて組子120人を預けられた。天正20年/文禄元年（1592年）没。
松平乗高の子・松平乗次は、家康に仕えて関ヶ原の戦いにも供奉し、三河国に600石の知行を与えられた（先祖の地である滝脇村を含む）。のちに徳川家光付きとなって御書院番組頭を務め、上洛に随行して従五位下に叙せられ、監物を称した。『寛政譜』で滝脇家として扱われているのは、乗次の家を婿養子として継いだ正貞の系統（松平監物乗道）、乗次の実子乗久の系統（松平市郎右衛門乗武）の2家である。

### 麻生松平家

「蔦」紋。『寛政譜』では、松平岩次郎家は家紋を「丸に一文字」「桐」「蔦」としている。

天正12年（1584年）6月20日に尾張国蟹江（蟹江城合戦）で戦死した松平四郎右衛門正忠は、滝脇松平家の一族とされる。
『寛政譜』編纂時の松平岩次郎家の呈譜では、松平乗清の長男である親正（乗遠を次男とする）の子・清房が麻生（現在の岡崎市桜形町）を領し、清房の子が正忠であるという。ただし『寛永系図』では「松平四郎右衛門」の先祖は浅生（麻生）の人とするのみで詳細を記していない。『寛政譜』では長い按文が付されており、乗清の没年や葬地が滝脇松平家（松平監物家）の家譜と一致せず、松平監物家の家譜には親正・清房を記していないことをもとに、この系統を滝脇家としては扱っていない。
『寛永系図』では「松平四郎右衛門」の子として「政次」を載せるが、松平岩次郎家の呈譜によれば正忠には正秀・正勝・勝秀の3男があり、正秀の跡を勝秀（『寛政譜』ではこの人物を「政次」としている）が継いだという。政次（呈譜によれば勝秀あるいは正吉）の子・政重（呈譜によれば正遠）は御書院番を務めて1200石を領し、その系統が松平岩次郎正敏家である。
なお、政次の二男の三郎兵衛は母方の祖父・村串三左衛門の遺跡を継いだが、その弟の正吉が家を継いで苗字を松平に復した（ただし『寛政譜』編纂時の呈譜では三左衛門の記載を欠き、正吉が別家を立てたように記されているという）。正吉の養子となった正晴は、養子を迎えては実家に帰すことを3度繰り返したため、それ以上の養子縁組を認めないとする沙汰が下り、家が絶えた。

### 松平丹後守家（小島藩主家）

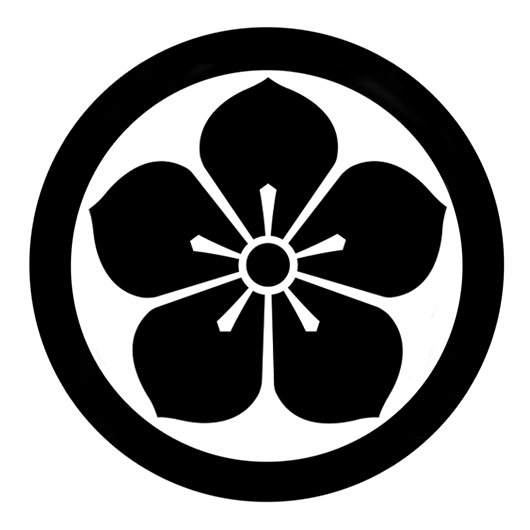
「丸に桔梗」紋。『寛政譜』では、小島藩主家は家紋を「丸に桔梗」「九曜」「蔦葉」としている。

大坂夏の陣において、青山忠俊の麾下に属して戦死した松平正勝（助十郎）が、のちに小島藩主となる家（松平丹後守家）の祖である。正勝は乗勝を初代としたときに5世代目となる人物という。
『寛政譜』によれば、乗清から正勝までの系譜は麻生松平家（松平岩次郎家）と同じで、正勝は松平正忠の二男とされている。正勝の遺跡を継いだ重信（形原松平家出身）が当主であった時期に編纂された『寛永系図』では、形原松平家の支系として記載されており、別紋として「丸に桔梗」が挙げられていることから、『寛政譜』の按文では「この頃家を興せしが如し」と記している。
小島藩主家については各種の『武鑑』で、「世良田親忠公二男三州滝脇城主松平源四郎乗清五代孫」正勝から始まる系図を載せているが、形原松平家の中で扱うものとと、形原松平家とは別の系統として扱うものがある。独立の系統とする場合に系統名（「藤井」「形原」「松井」「桜井」等）の言及がないものと、「松平 世良田」として見出しが付される（「世良田松平家」として扱われている）ものがある。
正勝は徳川家康に旗本として仕え、慶長19年（1614年）の大坂冬の陣で功績を立てたが、夏の陣の天王寺・岡山の戦いにて討死したため、徳川秀忠の命で形原松平家の松平家信の次男・重信が婿養子として家督を継承した。重信は、正保2年（1645年）に従五位下丹後守に叙任、小姓組番頭、書院番頭、大番頭と役職を重ねて明暦2年（1656年）から駿府城代を務め、知行も1,200石から駿河国内5,000石まで増加した。
次代もまた形原松平家の丹波篠山藩主・松平典信の庶長子・信孝を養子を迎えた。信孝も累進を重ね、元禄2年（1689年）5月に若年寄となり、それまでの駿河6,000石に武蔵・上野の両国の所領4,000石を加増され、合計1万石で大名となった。有能で知られたが病弱だった信孝は、翌元禄3年（1690年）10月18日に36歳で死去した。
次代の松平信治は、旗本の戸田重恒の次男であったが信孝の甥にあたり、養子入りして継承した。信治の時に武蔵・上野の所領を駿河国に移され、同国小島の地に陣屋を構えた。駿河小島藩1万石は幕末まで続いた。

### 明治以降
明治元年（1868年）7月13日、徳川家達の静岡藩立藩に伴い、上総国桜井藩に転封となった。最後の藩主松平信敏は、明治2年（1869年）に版籍奉還で桜井藩知事に任じられ、明治4年（1871年）7月15日の廃藩置県まで務めた。
明治2年（1869年）6月17日の行政官達で公家と大名家が統合されて華族制度が誕生すると滝脇家も大名として華族に列した。明治4年（1871年）に信敏は家名を「松平」から「滝脇」に改姓した。
明治17年（1884年）7月7日の華族令の施行で華族が五爵制になると旧小藩知事として子爵に列せられた。
4代子爵宏光は鉄道省官僚を経て内閣総理大臣秘書官や貴族院議員を務めて政界で活躍する一方、様々な企業の重役を務めることで実業家としても活躍し、朝鮮でも事業を展開した。彼の代に滝脇子爵家の邸宅は東京市赤坂区青山南町にあった。